# Copa de Clubes de Asia 1993-94
La Copa de Clubes de Asia de 1994 fue la 13.ª edición del torneo de fútbol más importante a nivel de clubes de Asia organizado por la AFC.
El Thai Farmers Bank FC de Tailandia venció en la final al Oman Club de Omán para adjudicarse el título por primera ocasión.

## Ronda Preliminar
| Equipo 1             | Agr. | Equipo 2        | Ida | Vuelta |
| -------------------- | ---- | --------------- | --- | ------ |
| PAS Teherán          | 4-1  | Al-Ahli         | 2-0 | 2-1    |
| Al-Ansar             | 3-1  | Al-Ittihad      | 0-0 | 3-1    |
| Leng Ngan            | 3-1  | Philippine Army | 3-0 | 0-1    |
| Arema Malang         | 3-1  | Quang Nam       | 1-0 | 2-1    |
| Thai Farmers Bank FC | w/o1 | Pahang FA       |     |        |

1 el Pahang FA abandonó el torneo.

## Primera Ronda
| Equipo 1      | Agr.      | Equipo 2             | Ida | Vuelta |
| ------------- | --------- | -------------------- | --- | ------ |
| PAS Tehran    | 0-0(4-5p) | Al-Ansar             | 0-0 | 0-0    |
| Al-Shabab     | 12-3      | Al-Arabi             | 5-2 | 7-1    |
| Muharraq Club | 3-2       | Sharjah FC           | 2-1 | 1-1    |
| Oman Club     | 5-0       | Pakistan Army FC     | 5-0 | n/p1   |
| Victory SC    | w/o2      | Abahani KC           |     |        |
| Liaoning FC   | 15-3      | Leng Ngan            | 9-0 | 6-3    |
| Eastern AA    | 2-3       | Verdy Kawasaki       | 1-0 | 1-3    |
| Arema Malang  | 3-6       | Thai Farmers Bank FC | 2-2 | 1-4    |

1 la serie se jugó a 1 partido por la guerra civil en Pakistán. 

2 el Abahani KC abandonó el torneo.

## Fase de grupos
El  Al-Shabab y el  Victory SC abandonaron el torneo.
Todos los partidos se jugaron en Bangkok, Tailandia.

### Grupo 1
| Club           | J | G | E | P | GF | GC | GD | Pts. |
| -------------- | - | - | - | - | -- | -- | -- | ---- |
| Verdy Kawasaki | 2 | 2 | 0 | 0 | 3  | 0  | +3 | 4    |
| Oman Club      | 2 | 1 | 0 | 1 | 1  | 1  | 0  | 2    |
| Al-Ansar       | 2 | 0 | 0 | 2 | 0  | 3  | −3 | 0    |

| Verdy Kawasaki | 1–0 | Oman Club |
| Verdy Kawasaki | 2–0 | Al-Ansar  |
| Oman Club      | 1–0 | Al-Ansar  |

### Grupo 2
| Club                 | J | G | E | P | GF | GC | GD | Pts. |
| -------------------- | - | - | - | - | -- | -- | -- | ---- |
| Liaoning FC          | 2 | 1 | 1 | 0 | 2  | 1  | +1 | 3    |
| Thai Farmers Bank FC | 2 | 0 | 2 | 0 | 3  | 3  | 0  | 2    |
| Muharraq Club        | 2 | 0 | 1 | 1 | 2  | 3  | −1 | 1    |

| Liaoning FC       | 1–1 | Thai Farmers Bank |
| Liaoning FC       | 1–0 | Muharraq Club     |
| Thai Farmers Bank | 2–2 | Muharraq Club     |

## Semifinales
| Local                | Visita         | Resultado      |
| -------------------- | -------------- | -------------- |
| Thai Farmers Bank FC | Verdy Kawasaki | 1-1 (3-1 pen.) |
| Oman Club            | Liaoning FC    | 4-1            |

## Tercer Lugar
| Local          | Visita      | Resultado |
| -------------- | ----------- | --------- |
| Verdy Kawasaki | Liaoning FC | 4-1       |

## Final
| Local             | Resultado | Visita    |
| ----------------- | --------- | --------- |
| Thai Farmers Bank | 2-1       | Oman Club |

| Tailandia                                   |
| Campeón Thai Farmers Bank F. C. 1.er título |